# Nathan Rosander
Nathan Rosander, född 23 augusti 1882 i Länna församling, Stockholms län, död 19 april 1964, var en svensk borgmästare.
Rosander, som var son till kyrkoherde Lars Rosander och Augusta Mathilda Haglund, avlade studentexamen i Hudiksvall 1900, hovrättsexamen i Uppsala 1905, genomförde tingstjänstgöring och var därefter anställd vid länsstyrelsen i Västernorrlands län 1908–1909, blev stadsnotarie 1909, förste rådman 1920 och var borgmästare i Härnösands stad 1932–1950.
Rosander var ordförande i hälsovårdsnämnden från 1937, suppleant i och ordinarie ledamot av folkskolestyrelsen 1918–1930, ordförande i barnavårdsnämnden 1926–1932, suppleant i byggnadsnämnden 1920–1931, ordförande där 1932–1939 och amanuens hos domkapitlet i Härnösands stift 1910–1930.